# Bitwa o Afsluitdijk
Bitwa o Afsluitdijk (12–14 maja 1940) – nieudana próba zajęcia wału Afsluitdijk przez Wehrmacht podczas II wojny światowej. Gdyby Niemcy przejęli wał, mogliby w łatwy sposób zająć północną Holandię. Wojska holenderskie dowodzone były przez Christiaana Boersa, siły niemieckie natomiast – przez Kurta Feldta.

## Fortyfikacje i przygotowania
Niemcy zaatakowały Holandię 10 maja w ramach części planu Fall Gelb. Wehrmacht szybko złamał dwie linie obrony: O-line i Q-line, zbudowanych do obrony północnych prowincji.
Niemiecka 1 Dywizja Kawalerii (później przekształcona w 24 Dywizję Pancerną) miała przełamać ostatnią holenderską linię koło Afsluitdijk (wonsline) 12 maja i przygotować się do ataku na ostatnie dwie linie schronów bojowych i kazamat Fortu Kornwerderzand (nazwanego od nazwy wioski niedaleko wału). Wschodnia linia broniła kierunku wschodniego, natomiast zachodnia broniła tyłów. W sumie na dwóch liniach zbudowano 17 kazamatów. Kazamaty zostały zaprojektowane aby wytrzymać trafienie pocisku o kalibrze 210 mm (ogień pośredni), a niektóre mogły nawet wytrzymać trafienie pociskiem o kalibrze 280 mm (ogień pośredni). Trzy główne kazamaty miały 3 metry zbrojonego betonu. Obsługa dwóch ostatnich linii obrony obsadzona była około 230 żołnierzami, 21 CKMami Schwarzlose, 3 działami 50 mm i 3 działami okrętowymi. Na drugim końcu wału obrona była podobna.

## Bitwa
Na początku maja 1940 dwa plutony piechoty (około 70 ludzi) zostały rozmieszczone na końcu wału, aby zapobiec niemieckiemu desantowi, który okrążyłby obie części fortyfikacji. Niemcy szybko dowiedzieli się o plutonach i 7 myśliwców ostrzelało holenderskie pozycje. Jeden żołnierz i dwóch cywili zginęło, a 10 zostało rannych. Po ataku Holendrzy zostali wycofani do Kornwerderzand.
Do 12 maja Niemcy nie próbowali zająć fortu. Jednak pod wieczór 12 maja wysłano trzech żołnierzy do sprawdzenia czy fort został opuszczony. Zostali zauważeni i ostrzelani karabinami maszynowymi. Dwóch Niemców zginęło, jednak trzeci zdołał uciec. Niemcy postanowili zdobyć twierdzę. Planowali rozpocząć od uderzenia Luftwaffe, a następnie prowadzić ostrzał artyleryjski, po którym mieli wysłać 500 żołnierzy.
Jednak Niemcy nie wiedzieli o trzech działach przeciwlotniczych kalibru 20 mm i o czterech ciężkich karabinach przeciwlotniczych, przybyłych w nocy z Kornwerderzand. Następnego dnia, piloci, którzy wcześniej latali nad fortem, dostali się pod ostrzał. Niemcy wysłali 62 bombowce do zbombardowania fortu. Bombowce uderzyły w pięciu falach. W czasie bombardowania Holendrzy zdołali zestrzelić 4 bombowce, które wpadły do morza. Po bombardowaniu nastąpił ciężki ostrzał artyleryjski, ale nie spowodowało to większych zniszczeń.
Niemcy po przerwaniu bombardowania natychmiast uderzyli na dolną część wału. Kapitan Boers czekał aż Niemcy podejdą na odległość 800 metrów, następnie nakazał ich ostrzelać, utrudniając im odwrót. Większość żołnierzy holenderskich zdołała się ukryć przed uderzeniem Niemców. Niemcy byli pod nieustannym ostrzałem przez 80 minut. Kiedy Boers rozkazał przerwać ostrzeliwanie, resztka Niemców wycofała się. Atak niemiecki nie udał się. Podczas nocy Boers rozkazał oświetlić twierdzę pochodniami, żeby nie zostać zaskoczonym atakiem.
Wczesnym rankiem Niemcy kolejny raz ostrzelali twierdzę ciężką artylerią, lecz w nocy Holendrzy wezwali kanonierkę „Johan Maurits van Nassau”, która była wyposażona w trzy działa kalibru 150 mm. Kanonierka ustawiła się na Morzu Wattowym około 11 mil morskich od niemieckich pozycji. Ogniem kanonierki kierowano przez twierdzę do Dowództwa Marynarki Wojennej w holenderskim mieście Den Helder, który przekazywał uwagi telegrafami do kanonierki. Ostrzał kanonierki spowodował zaprzestanie niemieckiego ostrzału (po jego godzinie dowódca niemiecki wydał rozkaz o zaprzestaniu ostrzału fortu). Generała Feldta zaskoczył ostrzał, gdyż nie wiedział o obecności jakiejkolwiek artylerii holenderskiej na tym obszarze.

## Straty
Lokalna ludność mówiła, że zginęły setki Niemców, a na wale było pełno ciał. Niemiecki raport mówi, że 12 maja zginęło 2 żołnierzy, a 13 maja 5 żołnierzy. Oficjalnie rannych zostało 25 żołnierzy. Holendrzy stracili 1 żołnierza podczas pierwszego ataku Luftwaffe. Podczas bombardowania dwóch żołnierzy z załogi działa przeciwlotniczego zostało rannych.

## Podsumowanie
Twierdza została w rękach holenderskich do kapitulacji Holandii 15 maja. Boers powiedział swoim żołnierzom, że walczyli jak lwy, ale w innych częściach kraju wojska zostały pokonane. Boers osobiście podpisał kapitulację.